# Polen beim Eurovision Young Musicians
Übertragende Rundfunkanstalt

Erste Teilnahme
1992
Anzahl der Teilnahmen
15
Höchste Platzierung
3 (1994, 2000, 2016)
Dieser Artikel befasst sich mit der Geschichte Polens als Teilnehmer des Wettbewerbs Eurovision Young Musicians.

## Regelmäßigkeit der Teilnahme und Erfolg im Wettbewerb
Polen nahm das erste Mal 1992 teil und konnte den Wettbewerb durch den Geiger Bartłomiej Nizioł direkt gewinnen. Es war dies der erste Sieg für ein osteuropäisches Land bei einem Eurovision-Wettbewerb. Polen ist zu dem das einzige Land, welches seit seiner ersten Teilnahme an jedem Eurovision Young Musicians teilgenommen hat.
Mit 3 Siegen ist Polen das zweiterfolgreichste Land beim Eurovision Young Musicians.

## Liste der Beiträge
Farblegende: – 1. Platz. – 2. Platz. – 3. Platz. – ausgeschieden im Halbfinale/in der Qualifikation. – keine Teilnahme/nicht qualifiziert.
| Jahr | Interpret                                        | Instrument                                       | Stücke | Platz Finale                                     | Platz Halbfinale                                 | Nationale Vorentscheidung |
| ---- | ------------------------------------------------ | ------------------------------------------------ | --- | ------------------------------------------------ | ------------------------------------------------ | ------------------------- |
| 1992 | Bartłomiej Nizioł                                | Violine                                          | Concerto In D Major For Violin And Orchestra, Op. 77 von Johannes Brahms | 1 / 8                                            | k. A. / 13                                       |                           |
| 1994 | Lukasz Szyrner                                   | Cello                                            | Danse du diable vert von Gaspar Cassadó | Ausgeschieden                                    | k. A. / 24                                       |                           |
| 1996 | Maria Nowak                                      | Violine                                          | unbekannt | k. A. / 8                                        | k. A. / 17                                       |                           |
| 1998 | unbekannt                                        | unbekannt                                        | unbekannt | Ausgeschieden                                    | k. A. / 18                                       |                           |
| 2000 | Stanisław Drzewiecki                             | Klavier                                          | Piano Concerto in E minor, op. 11, 3rd movement von Frederic Chopin | 1 / 8                                            | k. A. / 18                                       |                           |
| 2002 | Piotr Jasiurkowski                               | Violine                                          | Gipsy Melodies von Pablo de Sarasate |                                                  | k. A. / 20                                       |                           |
| 2004 | Agnieszka Grzybowska                             | Schlagzeug                                       | Concerto for Marimba and Strings von Ney Rosauro | k. A. / 7                                        | k. A. / 16                                       |                           |
| 2006 | Jacek Kortus                                     | Klavier                                          | unbekannt | Ausgeschieden                                    | k. A. / 8                                        |                           |
| 2008 | Marta Kowalczyk                                  | Violine                                          | Fantaisie brillante über Faust op.20 von Henryk Wieniawski | Ausgeschieden                                    | k. A. / 16                                       |                           |
| 2010 | Bartosz Głowacki                                 | Akkordeon                                        | Konzert „Classico“ für Akkordeon und Sinfonieorchester, Lento drammatico, Allegro ben ritmico von Mikołaj Majkusiak | k. A. / 7                                        | k. A. / 15                                       |                           |
| 2012 | Jagoda Krzemińska                                | Flöte                                            | Joueurs de Flute – Pan von Albert Roussel Staccato – Fantaisie von Wilhelm Popp Concertino von Cécile Chaminade | k. A. / 7                                        | k. A. / 14                                       |                           |
| 2014 | Bartosz Kołsut                                   | Akkordeon                                        | Praeludium et Fugue in H-moll BWV 893 von Johann Sebastian Bach Near the Portrait von Niccolo Paganini von Wolodimir Runtschak Don Rhapsody part III von Vjatscheslaw Siemionow „Concerto Classico“ Teil I von Bronisław Kazimierz Przybylski | k. A. / 14                                       | k. A. / 7                                        |                           |
| 2016 | Łukasz Dyczko                                    | Saxophon                                         | Rhapsody pour Saxophone alto von André Waignein | 1 / 11                                           | Direkt für das Finale qualifiziert               | Młody Muzyk Roku          |
| 2018 | Marta Chlebicka                                  | Flöte                                            | Hamburger Sonata in G von Carl Philipp Emanuel Bach Rigoletto Fantasie von Wilhelm Popp | Ausgeschieden                                    | k. A. / 9                                        | Młody Muzyk Roku 2018     |
| 2020 | Absage wegen der COVID-19-Pandemie durch die EBU | Absage wegen der COVID-19-Pandemie durch die EBU | Absage wegen der COVID-19-Pandemie durch die EBU | Absage wegen der COVID-19-Pandemie durch die EBU | Absage wegen der COVID-19-Pandemie durch die EBU |                           |
| 2022 | Milena Pioruńska                                 | Violine                                          | 2. Violinenkonzert von Henryk Wieniawski | k. A. / 9                                        | Direkt für das Finale qualifiziert               | Młody Muzyk Roku 2022     |
| 2024 | Jeremi Tabęcki                                   | Klarinette                                       | Konzertfantasie nach Motiven von Rigoletto von Luigi Bassi | k. A. / 11                                       | Direkt für das Finale qualifiziert               | Młody Muzyk Roku 2024     |

## Nationale Vorentscheidungen
Seine letzten Vertreter wählte Polen allesamt durch den Talentwettbewerb Młody Muzyk Roku aus.

## Ausgerichtete Wettbewerbe
Polen richtete den Wettbewerb bisher einmal aus. Es war dies zugleich die erste Austragung eines Eurovision-Wettbewerbs in einem osteuropäischen Staat.
| Jahr | Stadt    | Austragungsort                | Moderation    |
| ---- | -------- | ----------------------------- | ------------- |
| 1994 | Warschau | Nationalphilharmonie Warschau | Nicht bekannt |

## Impressionen

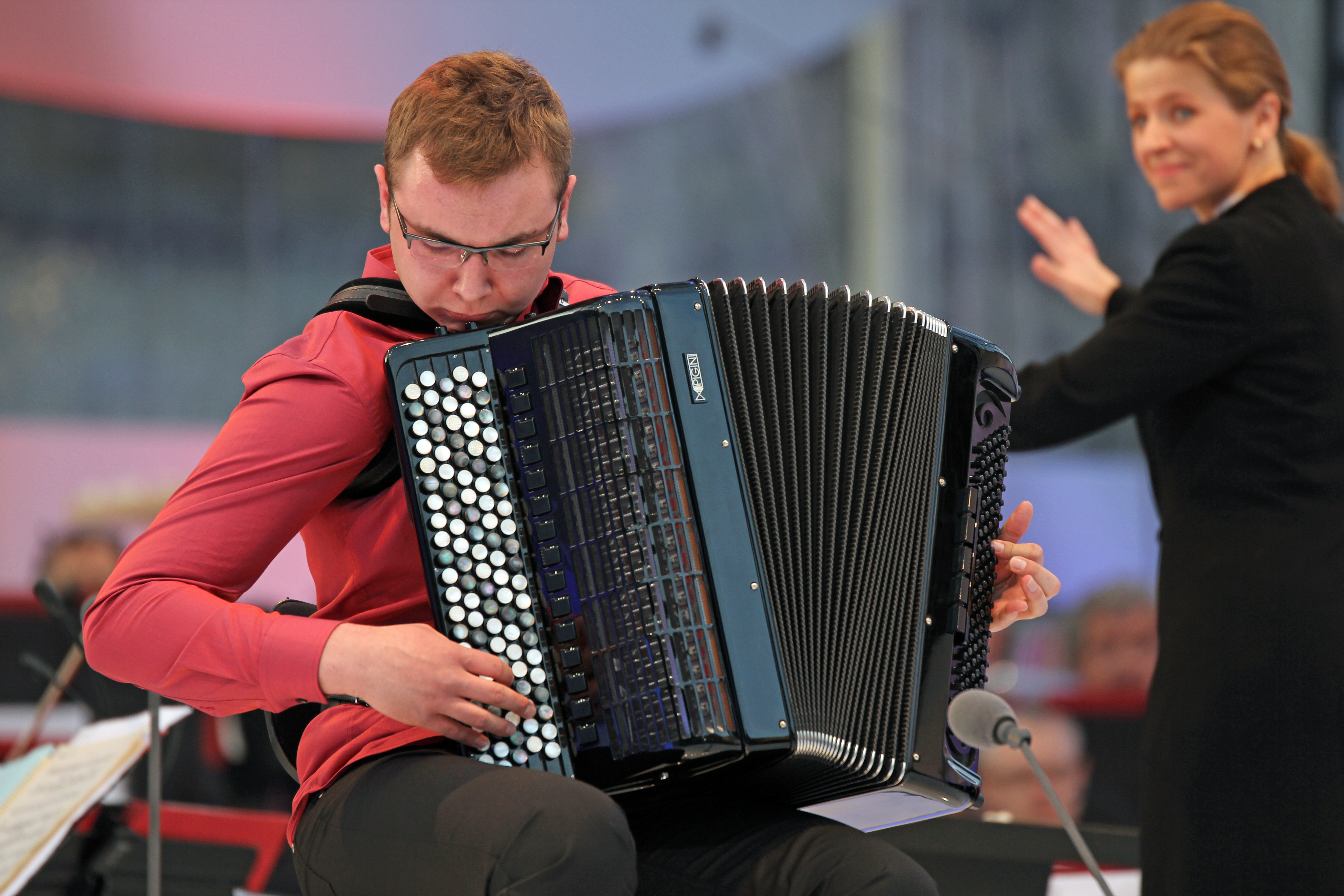
Bartosz Kołsut 2014
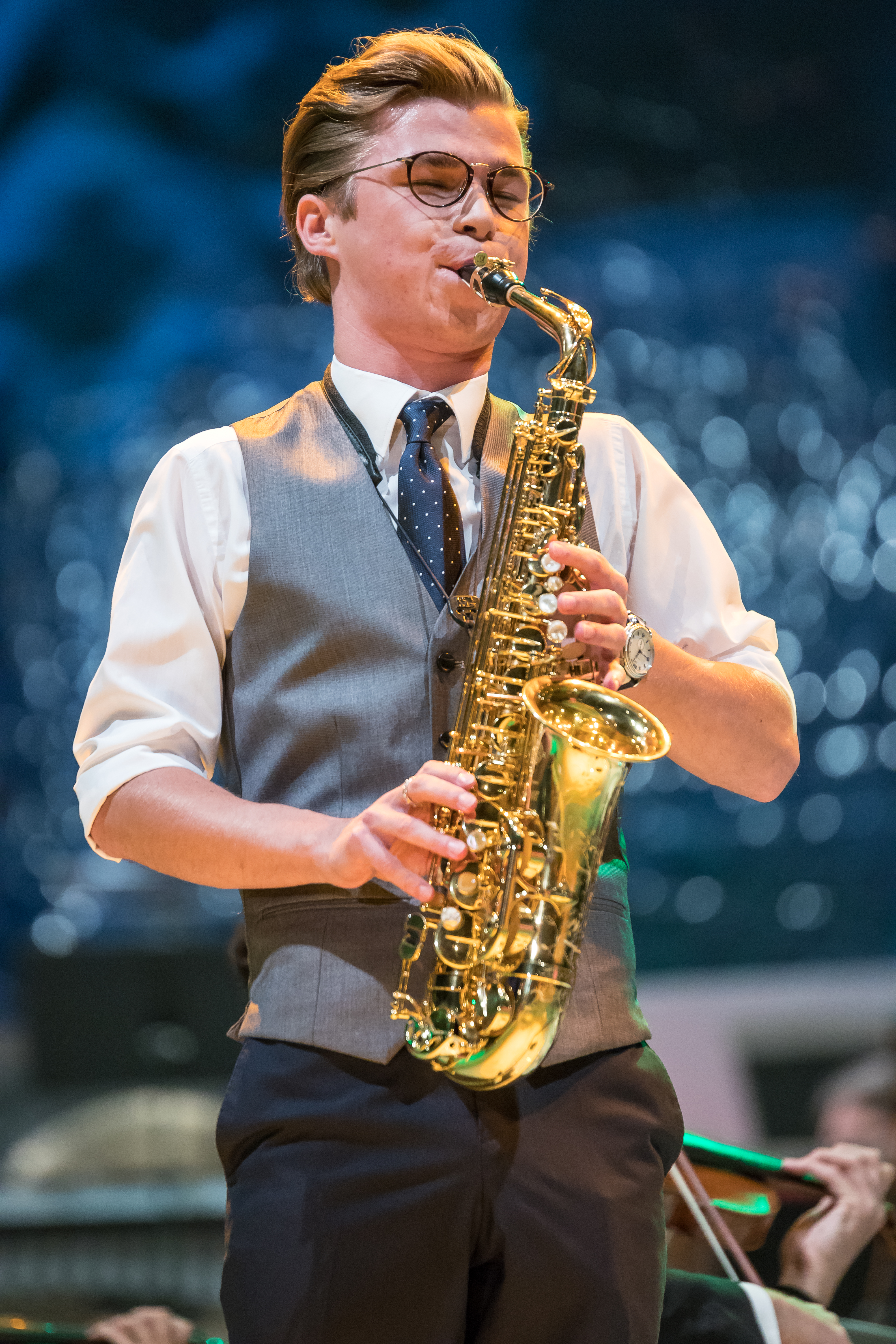
Łukasz Dyczko 2016